# 乌莱特
乌莱特（法語：Houlette，法語發音：[ulɛt] ⓘ）是法国夏朗德省的一个市镇，属于干邑区。

## 地理
乌莱特（45°45'38"N, 0°12'44"W）面积7.15 平方千米，位于法国新阿基坦大区夏朗德省，该省份为法国西部内陆省份，北起德塞夫勒省和维埃纳省，东临上维埃纳省，东南至多尔多涅省，南至多爾多涅省，西接滨海夏朗德省。
与乌莱特接壤的市镇（或旧市镇、城区）包括：库尔比亚克、雷帕尔萨克、圣塞韦尔、锡戈涅、马克维尔。

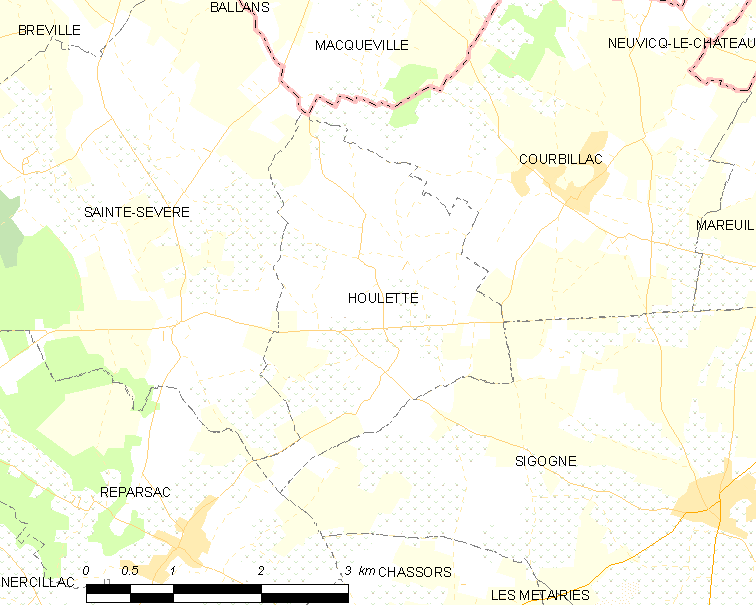
乌莱特的OSM定位图

乌莱特的时区为UTC+01:00、UTC+02:00（夏令时）。

## 行政
乌莱特的邮政编码为16200，INSEE市镇编码为16165。

## 政治
乌莱特所属的省级选区为雅纳克县。

## 人口

1962-2008年间乌莱特人口变化图示

乌莱特于2022年1月1日时的人口数量为395人。